# Lee S. Dreyfus
Lee Sherman Dreyfus (ur. 20 czerwca 1926 w Milwaukee, zm. 2 stycznia 2008 w Waukesha) – amerykański polityk Partii Republikańskiej. W latach 1979–1983 pełnił funkcję gubernatora stanu Wisconsin.